# Поликсена
Поликсе́на (др.-греч. Πολυξένη) — персонаж древнегреческой мифологии. Дочь Приама и Гекубы. Невеста Евримаха, сына Антенора.

## В мифологии

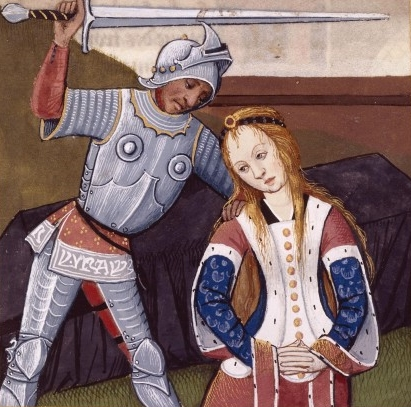
Смерть Поликсены, миниатюра из рукописной книги Боккаччо О знаменитых женщинах, XV—XVI вв.

Ахилл, как рассказывает сравнительно позднее предание, случайно увидев её, воспылал к ней любовью, решил взять в жёны и перейти к троянцам, но был изменнически убит Парисом как раз тогда, когда пришёл, безоружный, в Фимбру для бракосочетания с Поликсеной.
После взятия Трои по разным версиям, либо восставший из земли призрак Ахилла, либо только его голос из могилы, либо его призрак, явившийся Неоптолему во сне, потребовал принесения Поликсены себе в жертву.
Изображена на картине Полигнота в Дельфах среди участников взятия Трои. На картинах изображалась её смерть на могиле Ахилла. Согласно многим авторам, её закололи на могиле Ахилла. Это сделал Неоптолем. По другому рассказу, для успокоения его тени возвращающиеся домой греки принесли пленную Поликсену в жертву над его кенотафом, устроенным ими на фракийском берегу.
По Филострату, покончила с собой на могиле Ахилла до взятия Трои из любви. По другой версии, смертельно ранена Одиссеем и Диомедом при взятии города и похоронена Неоптолемом. Согласно Сенеке, принесена в жертву, чтобы затем стать женой Ахилла на Островах блаженных.

## В литературе
- Действующее лицо трагедии Софокла «Поликсена» (фр.522-526 Радт), трагедии Еврипида «Гекуба», трагедий Никомаха и Еврипида Младшего «Поликсена», неизвестного автора «Отплытие», Сенеки «Троянки».
- Люлли, Жан-Батист (1632—1687), музыкальная трагедия «Ахилл и Поликсена» (1687)
- Озеров, Владислав Александрович (1769—1816), трагедия «Поликсена» (1809)
- Никколини, Джованни Баттиста (1782—1861), трагедия «Поликсена» (1813)

## В астрономии
В честь Поликсены названа астероид (595) Поликсена, открытый в 1906 году